# Lâm Gia Lượng
Lâm Gia Lượng (tiếng Trung: 林家亮; Việt bính: Lam4 Ga1 Leung4; tiếng Anh: Landon Lloyd Ling; sinh ngày 8 tháng 10 năm 1987) là một cầu thủ bóng đá người Canada gốc Hồng Kông đã thi đấu cho đội bóng Sun Pegasus, ở vị trí hậu vệ trái hoặc tiền vệ cánh trái. Anh cũng là một ca sĩ, nhạc sĩ và nhà sản xuất âm nhạc. Anh là một nhà sản xuất âm nhạc, làm việc tại Canada.

## Sự nghiệp cầu thủ

### Sự nghiệp câu lạc bộ
Lâm Gia Lượng bắt đầu sự nghiệp bóng đá của mình tại Vancouver Whitecaps FC với nhiều triển vọng. Năm 2002, anh đã thi đấu cho đội trẻ Blackburn Rovers. Sau đó, anh chuyển đến Cộng hòa Séc vào năm 2006, nơi anh đã ký hợp đồng với Jablonec 97. Anh thi đấu hai năm tại Cộng hòa Séc trước khi gia nhập đội bóng Kitchee của Hồng Kông vào mùa hè năm 2008.
Lâm Gia Lượng là một cầu thủ được đá chính tại Kitchee ở mùa giải 2008-09. Huấn luyện viên trưởng Julio César Moreno khẳng định rằng anh là một cầu thủ quan trọng.
Anh được thi đấu cho Hồng Kông League XI vào năm 2009 và tham gia vào Cúp Tết Nguyên đán với Sparta Prague, Suwon Samsung Bluewings, Nam Hoa, và TSW Pegasus.
Lâm Gia Lượng đã dính chấn thương trong buổi tập huấn trước mùa giải với Kitchee năm 2009. Anh trở lại Canada để làm nghề sản xuất âm nhạc.
Tháng 11 năm 2011 anh đã trở lại để Kitchee sau thời gian hồi phục.

### Sự nghiệp thi đấu quốc tế
Lâm Gia Lượng là một thành viên của đội bóng đá quốc gia của U-20 Canada cho trận đấu giao hữu với đội tuyển bóng đá nam U-20 Cộng hòa Séc tại sân vận động Roudnice nad Labem vào ngày 06 tháng 10 năm 2007. Anh thi đấu trọn vẹn 90 phút trong chiến thắng 2-1 cho Canada.

## Sự nghiệp ca nhạc
Ngày 01 tháng 2 năm 2010, Lâm Gia Lượng phát hành album mixtape đầu tiên của mình mang tên "It Started With Everything".
Danh sách bài hát của album "It Started With Everything"
1. Everything
2. Dreamin
3. Getting Hot
4. Hit It Up
5. Light Me Up
6. If You Were
7. This Is Love
8. Tryin To Understand
9. Miss You
10. Letting You Go
11. As One
12. Thinkin of You
13. Make You Scream
14. We in the Club
15. Headin to the Top
16. Tonight

Vào tháng 4 năm 2012, Lâm Gia Lượng phát hành album mixtape thứ hai của mình mang tên "Another Chapter".
Danh sách bài hát của album "Another Chapter"
1. Everything
2. Dreamin
3. Getting Hot
4. Hit It Up
5. Light Me Up
6. If You Were
7. This Is Love
8. Tryin To Understand
9. Miss You
10. Letting You Go
11. As One
12. Thinkin of You
13. Make You Scream
14. We in the Club
15. Headin to the Top
16. Tonight